# Nikolaj Drozdeckij
Nikolaj Vladimirovič Drozdeckij (in russo Николай Владимирович Дроздецкий?; Kolpino, 14 giugno 1957 – San Pietroburgo, 25 novembre 1995) è stato un hockeista su ghiaccio russo, fino al 1991 sovietico.

## Palmarès

### Olimpiadi invernali
- 1 medaglia[1]:
  - 1 oro (Sarajevo 1984)

### Mondiali
- 3 medaglie[1]:
  - 2 ori (Svezia 1981; Finlandia 1982)
  - 1 bronzo (Cecoslovacchia 1985)